# Thierbach (Gemeinde Wildschönau)
Thierbach ist das kleinste und am höchsten gelegene der vier Kirchdörfer der Wildschönau im Bezirk Kufstein. Die Fläche der Katastralgemeinde beträgt 2656,77 Hektar (Stand: 2016).

## Geografie
Thierbach ist sowohl eine Katastralgemeinde der Gemeinde Wildschönau als auch – nicht deckungsgleich – eine Ortschaft mit 160 Einwohnern, von der einige Häuser in der Katastralgemeinde Oberau liegen.
Zum Gebiet der Ortschaft Thierbach gehören auch der Weiler Dürrstätt, die Rotten Hörbighof und Kienzenhof, die Streusiedlungen (zerstreute Häuser) Endtal, Hochzeil und Stein sowie die Einöden Am Moos, Kienzstatt und Lehen. Außerdem liegen im Tal die Außerkotkaseralm, die Innerkotkaseralm und die Endtalalm.

## Kultur und Sehenswürdigkeiten

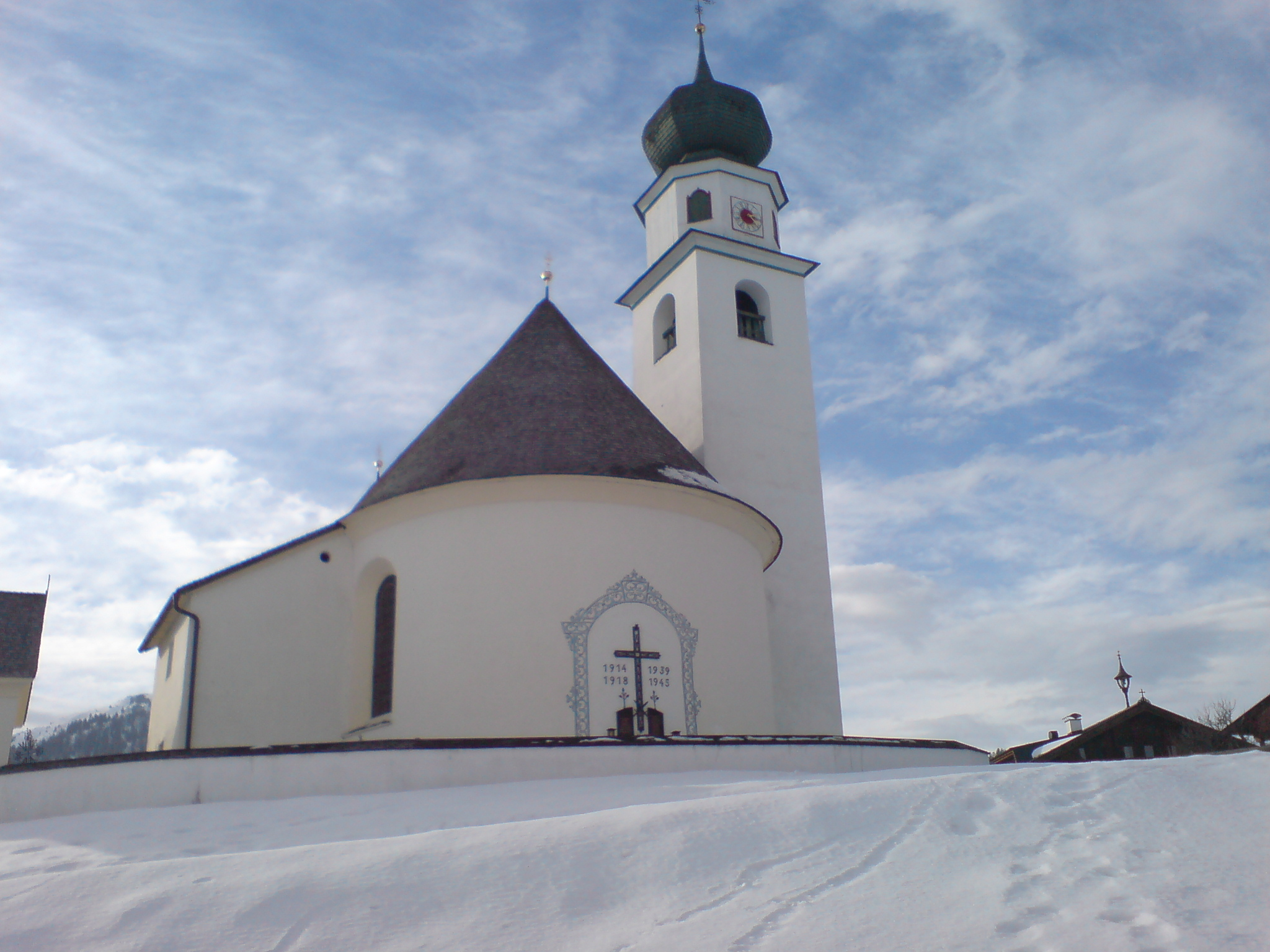
Pfarrkirche Thierbach

- Katholische Pfarrkirche Thierbach Heiliger Michael
- In der Speckbacher Stube, einer noch weitgehend im Originalzustand erhaltenen Schankstube im „Traditionsgasthof Sollererwirt“, soll der Tiroler Freiheitskämpfer Josef Speckbacher (1767–1820) im Jahr 1809 seinen Aufruf zum gemeinsamen Freiheitskampf mit Andreas Hofer gegen Franzosen und Bayern verfasst haben: „Wer kein Schießgewehr hat, möge Spieße oder Mistgabeln an lange Stangen machen und damit sein Möglichstes tun“.

## Wirtschaft und Infrastruktur
Der wichtigste Wirtschaftszweig ist der Fremdenverkehr, vorwiegend während der Wintersaison. Daneben gibt es noch Milch- und Schlachtvieh-Wirtschaft, oft im Nebenerwerb.

### Verkehr
Der Ort kann über zwei Straßen von Mühltal und Kundl aus erreicht werden. Letztere ist nicht asphaltiert, nur für Pkw geeignet und im Winter oft nicht befahrbar. Beide Straßen sind großteils so schmal, dass sie nur einspurig befahren werden können.
Ohne Auto kann man Thierbach mit der Wildschönauer „Bummelbahn“ erreichen oder kann es von Mühltal herauf beziehungsweise vom Schatzberg herab in etwa einer Stunde erwandern.
Im Winter ist Thierbach über eine Skiroute vom Skigebiet Schatzberg aus erreichbar. Für den Weg ins Skigebiet benötigt man aber andere Verkehrsmittel.

### Bildung
Bis heute gibt es in Thierbach eine einklassige Volksschule, in der auch die Kinder von den umliegenden Höfen in weitem Umkreis unterrichtet werden. Ab 1965 unterrichtete der einheimische Lehrer Vitus Klingler 40 Jahre lang die Schüler der ersten bis vierten Schulstufe in einem Klassenraum. Im Schuljahr 2005/06 besuchten nur acht Schüler die höchstgelegene Schule im Bezirk Kufstein, im Schuljahr 2012/13 waren es wieder 17 Schüler und 2014/15 14 Schüler.

## Söhne und Töchter von Thierbach
- Vom Hörbiger-Hof stammte der Orgelbaumeister Alois Hörbiger, ein Vorfahre der Schauspieler Paul Hörbiger und Attila Hörbiger.
- Alois Hörbiger baute 1829 die erste Orgel der Thierbacher Kirche, die allerdings 1910 durch eine neue ersetzt wurde. Zwei Jahre später brannte diese bei einem Schützenfest komplett ab.